# جائزة فرنسا الكبرى 1982
جائزة فرنسا الكبرى 1982 هو سباق فورمولا 1 أقيم بتاريخ 25 يوليو 1982. كان الحادي عشر من أصل 16 في بطولة العالم لسباقات الفورمولا واحد موسم 1982. حلّ الفرنسي رينيه أرنو أولا بينما جاء الفرنسي ألن بروست في المركز الثاني وحصل على المركز الثالث الفرنسي ديدييه بيروني.